# El silencio de la ciudad blanca
El silencio de la ciudad blanca is een Spaanse film uit 2019, geregisseerd door Daniel Calparsoro. De film is gebaseerd op het gelijknamige boek van de Spaanse schrijfster Eva García Sáenz de Urturi. De film werd op 6 maart 2020 vrijgegeven op Netflix.

## Verhaal
De film speelt zich af in Vitoria-Gasteiz in 2016. Unai López Ayala, ook bekend als Kraken, werkt als forensisch psycholoog bij de politie. Aan het begin van het verhaal worden twee naakte lichamen gevonden in de oude kathedraal van de stad. 20 jaar geleden werd tv-presentator Tasio gearresteerd voor een reeks identieke misdaden. Unai zoekt hem daarom op in de gevangenis om meer te weten te komen. Hij wordt bijgestaan door zijn partner Estíbaliz en plaatsvervangend chef Alba. Het duurt niet lang voordat er meer moorden worden gepleegd.

## Rolverdeling
| Acteur          | Personage       |
| --------------- | --------------- |
| Belén Rueda     | Alba            |
| Javier Rey      | Unai            |
| Aura Garrido    | Estibaliz       |
| Manolo Solo     | Mario Santos    |
| Àlex Brendemühl | Tasio / Ignacio |

## Ontvangst

### Recensies
Op Rotten Tomatoes geeft 40% van de 5 recensenten de film een positieve recensie, met een gemiddelde score van 4,88/10.